# Динамо (ватерпольный клуб, Алма-Ата)
Динамо (Алма-Ата) — ватерпольный клуб из города Алма-Ата.

## История
Развитие водного пола в Казахстане началось с конца 1940-х годов. В 1954 г. команда впервые участвовала в спартакиаде народов СССР.
В 1968 году в команду на пост тренера пришёл Валерий Панченко из Прокопьевска, а самым известным игроком клуба стал Николай Баранов из Львова. Алма-атинцы в том сезоне вышли в высшую лигу и за 10 лет закрепились в её составе, завоевав в 1978 году первые бронзовые медали. На протяжении 10 лет клуб почти не покидал пьедестал почёта.
В 1971 году юношеская команда Казахской ССР попала на пьедестал почёта во всесоюзных соревнованиях, а в 1973 году победила. В том составе играли Сергей Котенко, Василий Денисенко и Николай Лошкин, позже ставшие костяком алма-атинского «Динамо».
В 1981 году алма-атинское «Динамо» выиграло свой первый чемпионат СССР, прервав длившуюся гегемонию московских клубов и заняв первое место за два тура до окончания турнира. Команда в том сезоне отрабатывала и в атаке, и в обороне, действуя эффективно в контратаках. Ею руководили Станислав Пивоваров и Михаил Черных.
В составе команды играл ряд воспитанников Льва Смолеева, тренера спортивной школы № 4 гороно Алма-Аты, в том числе Николай Лошкин, Аскар Оразалинов, Нурлан Мендыгалиев, Анатолий Долгушин и Валерий Коплик. В самом городе хорошую подготовку ватерполистов осуществляли интернат на Байзакова, школа высшего спортивного мастерства, секция при ДСО «Динамо» и спортшкола 
№ 4 гороно.
С 1993 по 2003 входила в число лидеров открытого Чемпионата России.

## Достижения
- Чемпион СССР: 1981, 1982
- Серебряный призёр чемпионата СССР: 1984, 1986
- Бронзовый призёр чемпионата СССР: 1978, 1980, 1983, 1985, 1987, 1988
- Обладатель Кубка СССР: 1982
- Финалист Кубка европейских чемпионов: 1982
- Серебряный призёр Спартакиады народов СССР: 1983
- Бронзовый призёр Спартакиады народов СССР: 1971, 1986

## Тренеры
- С. Д. Пивоваров[1] (1980—1988)

## Известные игроки
- Аяпбергенов, Ерлан Ертаевич
- Волков, Павел Викторович
- Горшков, Сергей Викторович
- Оразалинов, Аскар Сабалакович
- Щербаков, Сергей Гаврилович
- Эльке Александр Валерьевича точно это отчество, а не Рудольфович, как в англо-вики приводят?[прояснить]
- Баюнов Игорь Владимирович